# 3436 Ibadinov
3436 Ibadinov је астероид главног астероидног појаса чија средња удаљеност од Сунца износи 2,864 астрономских јединица (АЈ).
Апсолутна магнитуда астероида је 12,1.